# 五叶白叶莓
五叶白叶莓（学名：Rubus innominatus var. quinatus）为蔷薇科悬钩子属下的一个变种。

## 扩展阅读
- 維基物種上的相關：五叶白叶莓